# Lisa Mayer
Lisa Mayer (Gießen, 2 maggio 1996) è una velocista tedesca.

## Palmarès
| Anno | Manifestazione  | Sede            | Evento      | Risultato  | Prestazione | Note                                     |  |
| ---- | --------------- | --------------- | ----------- | ---------- | ----------- | ---------------------------------------- |  |
| 2014 | Mondiali U20    | Eugene          | 4×100 m     | Bronzo     | 44"65       |                                          |  |
| 2015 | Europei U20     | Eskilstuna      | 100 m piani | Argento    | 11"64       |                                          |  |
| 2016 | Europei         | Amsterdam       | 200 m piani | 8ª         | 23"10       |                                          |  |
| 2016 | Europei         | Amsterdam       | 4×100 m     | Bronzo     | 42"48       |                                          |  |
| 2016 | Giochi olimpici | Rio de Janeiro  | 200 m piani | Semifinale | 22"90       |                                          |  |
| 2016 | Giochi olimpici | Rio de Janeiro  | 4×100 m     | 4ª         | 42"10       |                                          |  |
| 2017 | Europei indoor  | Belgrado        | 60 m piani  | 5ª         | 7"19        |                                          |  |
| 2017 | World Relays    | Nassau          | 4×100 m     | Oro        | 42"84       | Miglior prestazione mondiale stagionale  |  |
| 2017 | World Relays    | Nassau          | 4×200 m     | Argento    | 1'30"68     | Miglior prestazione personale stagionale |  |
| 2017 | Mondiali        | Londra          | 4×100 m     | 4ª         | 42"36       |                                          |  |
| 2019 | World Relays    | Yokohama        | 4×100 m     | Bronzo     | 43"68       | [ 1 ]                                    |  |
| 2022 | Europei         | Monaco          | 4×100 m     | Oro        | 42"34       |                                          |  |
| 2023 | Europei indoor  | Istanbul        | 60 m piani  | Semifinale | 7"27        |                                          |  |
| 2024 | World Relays    | Nassau          | 4x100 m     | 4ª         | 42"93       |                                          |  |
| 2024 | 2024            | Europei         | Roma        | 4x100 m    | 4ª          | 42"61                                    |  |
| 2024 | 2024            | Giochi olimpici | Parigi      | 4x100 m    | Bronzo      | 41"97                                    |  |
| 2025 | Europei indoor  | Apeldoorn       | 60 m piani  | Semifinale | 7"49        |                                          |  |